# Falla de la sierra del Camorro
La falla de la Sierra del Camorro es un monumento natural situado en el municipio de Cuevas de San Marcos, en la provincia de Málaga, España. 

## Descripción
Se trata de una formación geológica compuesta por calizas y dolomías del Jurásico Inferior y Medio, que reúne unas condiciones excepcionales para el análisis geológico, no solo por los abundantes restos que presenta sino por ser un elemento vertebrador del espacio que la rodea, constatándose en sus laderas y cuevas la existencia de espeleotemas, plegamientos, además del asentamiento de poblaciones desde tiempos prehistóricos. La existencia en una de sus cavidades (cueva de Belda) de una colonia de murciélagos complementa, desde el punto de vista biológico, su singularidad. 
El monumento natural fue declarado el 1 de octubre de 2003, protegiendo un área de 108.61 ha.